# A Complete: All Singles
 (février 2023).
 (février 2023).
Si vous disposez d'ouvrages ou d'articles de référence ou si vous connaissez des sites web de qualité traitant du thème abordé ici, merci de compléter l'article en donnant les références utiles à sa vérifiabilité et en les liant à la section « Notes et références ».
Albums de Ayumi Hamasaki
Guilty
(2008) Next Level
(2009)
A Complete ~All Singles~ (écrit en majuscules : A COMPLETE ~ALL SINGLES~) est le 5e album compilation "best of" de Ayumi Hamasaki.

## Présentation
La compilation sort le 10 septembre 2008 au Japon sous le label Avex Trax, produite par Max Matsuura, à l'occasion des dix années de carrière de la chanteuse ; elle ne sort qu'un an et demi après ses deux précédents "best of" : A Best 2 -White- et A Best 2 -Black-. Le disque atteint la première place du classement de l'Oricon. Il se vend à 538 876 exemplaires la première semaine, et reste classé pendant 38 semaines, pour un total de 852 259 exemplaires vendus durant cette période, ce qui en fait le 8e album le plus vendu en 2008 selon l’Oricon, et le 3e par une artiste féminine derrière Best Fiction de Namie Amuro et Heart Station de Utada Hikaru ; à Taïwan, il débute à la 7e place, puis grimpe à la 2e place la semaine suivante, et devient la meilleure vente d'un album japonais de l'année.
C'est un "triple album", comportant trois CD. Il sort aussi en version "CD+DVD", avec une pochette différente et un DVD supplémentaire contenant des extraits d'anciens concerts de l'artiste. Les premières éditions sont vendues dans un boitier cartonné avec un livret de photos de 48 pages en supplément. La compilation contient sur trois CD les "faces A" de ses 43 singles sortis depuis ses débuts chez Avex en 1998, dans l'ordre chronologique, de Poker Face à Mirrorcle World sorti cinq mois auparavant ; la plupart des titres ont été "remasterisés", notamment M, Audience, Poker Face, et To Be.
Sont cependant exclus de la compilation le single en duo A Song Is Born, le single digital Together When..., et les "co-faces A" Is This Love? (de Step You/Is This Love?), Pride (de Bold & Delicious/Pride), Born to Be… (de Startin'/Born to Be...), et Fated (de Glitter/Fated) ; de même, seul un des titres de chacun des singles "multi-faces A" y figurent : Monochrome (de A), Independent (de H), et Ourselves (de &). Le troisième CD contient un titre en bonus à la fin : une nouvelle version de la chanson Who… de l'album Loveppears sur les éditions japonaises, et une version en chinois de cette même chanson sur les éditions étrangères (Chine, Malaisie, Hong Kong, Taïwan).

## Liste des titres
| 1.  | Poker Face (poker face)               |  |
| 2.  | You (YOU)                             |  |
| 3.  | Trust                                 |  |
| 4.  | For My Dear...                        |  |
| 5.  | Depend on You (Depend on you)         |  |
| 6.  | Whatever (version M) (WHATEVER)       |  |
| 7.  | Love Destiny (LOVE ~Destiny~)         |  |
| 8.  | To Be (TO BE)                         |  |
| 9.  | Boys & Girls                          |  |
| 10. | Monochrome (monochrome) (du single A) |  |
| 11. | Appears (Album Version) (appears)     |  |
| 12. | Kanariya (Album Version) (kanariya)   |  |
| 13. | Fly High (Album Version) (Fly high)   |  |
| 14. | Vogue (vogue)                         |  |
| 15. | Far Away (Far away)                   |  |

| 1.  | Seasons (SEASONS)                       |  |
| 2.  | Surreal (SURREAL)                       |  |
| 3.  | Audience (Dave Ford Mix) (AUDIENCE)     |  |
| 4.  | M                                       |  |
| 5.  | Evolution (evolution)                   |  |
| 6.  | Never Ever (NEVER EVER)                 |  |
| 7.  | Endless Sorrow (Endless sorrow)         |  |
| 8.  | Unite! (UNITE!)                         |  |
| 9.  | Dearest                                 |  |
| 10. | Daybreak (album version)                |  |
| 11. | Free & Easy                             |  |
| 12. | Independent (independent) (du single H) |  |
| 13. | Voyage                                  |  |
| 14. | Ourselves (ourselves) (du single &)     |  |
| 15. | Forgiveness (forgiveness)               |  |

| 1.  | No Way To Say (No way to say)                                                                           |  |
| 2.  | Moments                                                                                                 |  |
| 3.  | Inspire (INSPIRE)                                                                                       |  |
| 4.  | Carols (CAROLS)                                                                                         |  |
| 5.  | Step You (STEP you) (du single Step You/Is This Love?)                                                  |  |
| 6.  | Fairyland (fairyland)                                                                                   |  |
| 7.  | Heaven (HEAVEN)                                                                                         |  |
| 8.  | Bold & Delicious (du single Bold & Delicious/Pride)                                                     |  |
| 9.  | Startin' (du single Startin'/Born to Be...)                                                             |  |
| 10. | Blue Bird (BLUE BIRD)                                                                                   |  |
| 11. | Glitter (glitter) (du single Glitter/Fated)                                                             |  |
| 12. | Talkin' 2 Myself (talkin' 2 myself)                                                                     |  |
| 13. | Mirrorcle World                                                                                         |  |
| 14. | Who... (10th Anniversary version) (titre bonus au Japon, remplacé par Who... (Chinese version) en Asie) |  |

DVD
Limited TA Live Tour (Zepp Tokyo 2003.05.27)
1. Real Me
2. Poker Face
3. Depend on You
4. To Be
5. You
6. Dolls
7. A Song for XX
8. Surreal
9. Evolution
10. Rainbow

A-nation'02 (2002.09.01)
1. Evolution
2. Hanabi
3. Voyage

A-nation'03 (2003.08.31)
1. Forgiveness
2. Boys & Girls

A-nation'04 (2004.08.29)
1. Game
2. Moments
3. Greatful Days

A-nation'05 (2005.08.28)
1. Fairyland
2. Is This Love?

A-nation'06 (2006.08.27)
1. Unite!
2. A song for XX

A-nation'07 (2007.08.26)
1. Until That Day…
2. July 1st
3. Boys & Girls